# Antonio Aventín
Antonio Juan Aventín (Morón, Provincia de Buenos Aires; 8 de septiembre de 1950) es un expiloto argentino de automovilismo. Compitió con exclusividad en la categoría argentina Turismo Carretera, de la cual fue campeón en la temporada 1980-81 a bordo de una unidad Dodge GTX, siendo además el primer campeón de la marca Dodge. Es el hermano menor del también campeón argentino de TC, Oscar Aventín y a su vez tío del también piloto Diego Aventín. Su hijo Juan Cruz Aventín también está ligado al automovilismo, siendo propietario de la escudería AA Racing, participante en carreras de TC y TC Pista.
Debutó en el TC en el año 1977 corriendo con una unidad Dodge GTX, con la que se consagró campeón argentino de TC en el bienio 1980-81, durante casi toda su carrera formó equipo con su hermano Oscar y en 1983 cambió de marca al subirse a un Ford Falcon en consonancia con su hermano. En 1993 volvería a competir en el Turismo Carretera con un Dodge GTX, para finalmente retirarse de la actividad en esa temporada.

## Trayectoria
| Año     | Categoría                    | Automóvil   |
| ------- | ---------------------------- | ----------- |
| 1977    | Turismo Carretera            | Dodge GTX   |
| 1978    | Turismo Carretera            | Dodge GTX   |
| 1979/80 | Turismo Carretera            | Dodge GTX   |
| 1980/81 | Campeón de Turismo Carretera | Dodge GTX   |
| 1982    | Turismo Carretera            | Dodge GTX   |
| 1983    | Turismo Carretera            | Ford Falcon |
| 1984    | Turismo Carretera            | Dodge GTX   |
| 1985    | Turismo Carretera            | Dodge GTX   |
| 1986    | Turismo Carretera            | Dodge GTX   |
| 1987    | Turismo Carretera            | Dodge GTX   |
| 1987    | Turismo Carretera            | Ford Falcon |
| 1988    | Turismo Carretera            | Dodge GTX   |
| 1989    | Turismo Carretera            | Dodge GTX   |
| 1990    | Turismo Carretera            | Dodge GTX   |
| 1990    | Turismo Carretera            | Ford Falcon |
| 1991    | Turismo Carretera            | Ford Falcon |
| 1992    | Turismo Carretera            | Ford Falcon |
| 1993    | Turismo Carretera            | Dodge GTX   |

## Palmarés

### Campeonatos ganados
| Título  | Categoría         | Automóvil | Temporada |
| ------- | ----------------- | --------- | --------- |
| Campeón | Turismo Carretera | Dodge GTX | 1980/81   |

### Carreras ganadas
| #   | Fecha    | Circuito                   | Automóvil   | Promedio     |
| --- | -------- | -------------------------- | ----------- | ------------ |
| 594 | 11/2/78  | Autódromo de Bs.As.        | Dodge GTX   | 118.674 km/h |
| 616 | 16/9/79  | Vuelta de Nueve de Julio   | Dodge GTX   | 150.310 km/h |
| 619 | 11/11/79 | Vuelta de Tandil           | Dodge GTX   | 186.675 km/h |
| 628 | 21/9/80  | Vuelta de Olavarría        | Dodge GTX   | 190.678 km/h |
| 631 | 07/12/80 | Vuelta de Tandil           | Dodge GTX   | 190.021 km/h |
| 632 | 04/1/81  | Inauguración de la Ruta 11 | Dodge GTX   | 241.647 km/h |
| 636 | 22/3/81  | Vuelta de S.M. del Monte   | Dodge GTX   | 186.912 km/h |
| 646 | 06/12/81 | Vuelta de Ayacucho         | Dodge GTX   | 228.364 km/h |
| 795 | 09/12/90 | Autódromo de Bs.As.        | Ford Falcon | 172.315 km/h |
| 799 | 07/4/91  | Autódromo de Bs.As.        | Ford Falcon | 175.238 km/h |

- Total: 10 victorias entre 1977 y 1993 (Años que duró su trayectoria)